# Abamakoro
Abamakoro ist ein Ort im Norden des Nonouti-Atolls in den zum Inselstaat Kiribati gehörenden Gilbertinseln im Pazifischen Ozean mit einer Landfläche von 2 Hektar. 2020 hatte der Ort 113 Einwohner.

## Geographie
Abamakoro liegt an der Nordspitze von Nonouti, wo viele kleine Motu den Riffsaum bilden. Nur wenige davon sind benannt. In etwa sieben Kilometer Entfernung liegt südöstlich auf einem anderen Motu der nächste Ort Benuaroa. In Abamakoro gibt es ein traditionelles Versammlungshaus (Abamakoro Maneaba).

## Klima
Das Klima ist tropisch heiß, wird jedoch von ständig wehenden Winden gemäßigt. Ebenso wie die anderen Orte des Nonouti-Atolls wird Abamakoro gelegentlich von Zyklonen heimgesucht.